# Trente-neuf articles

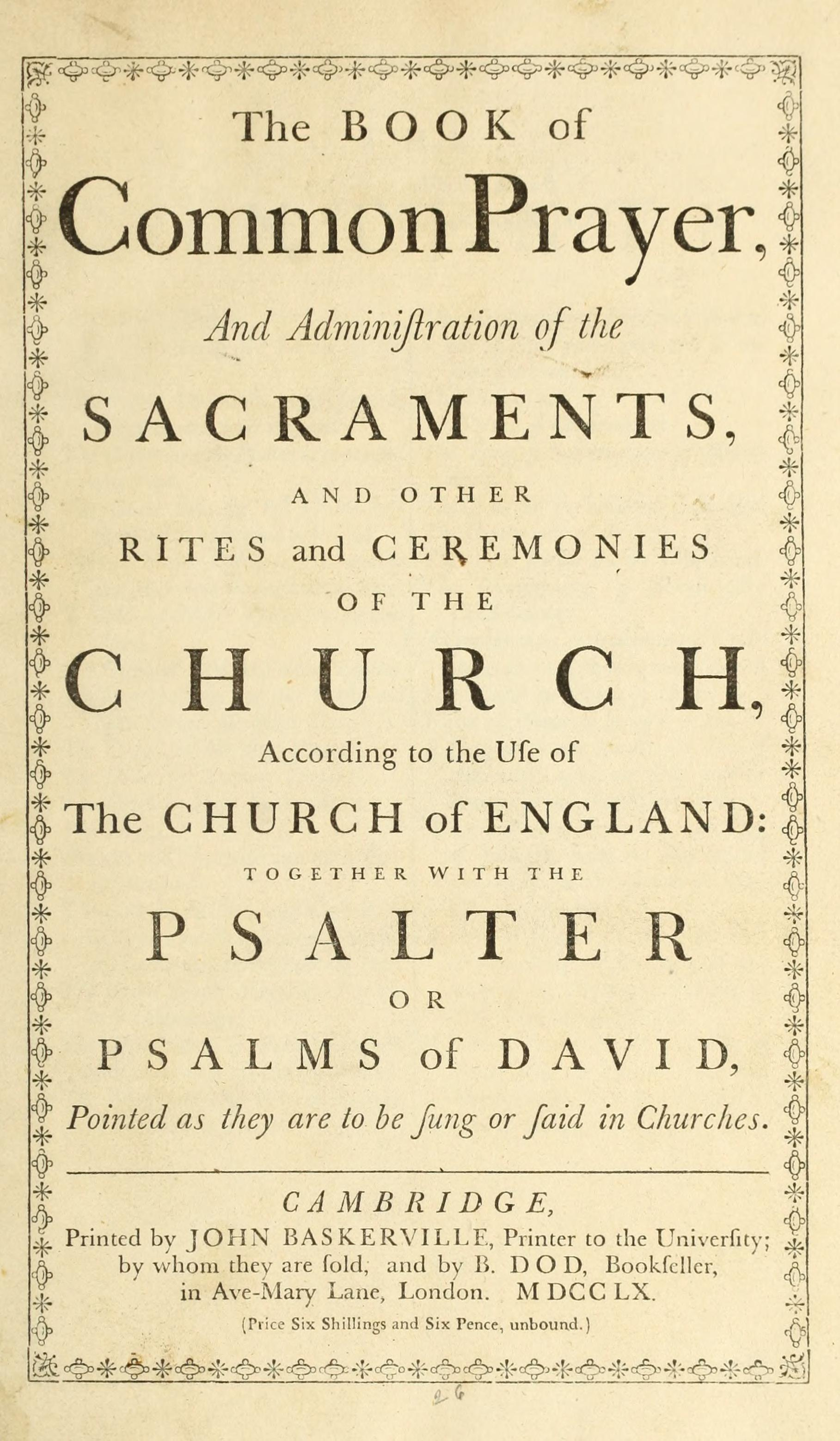
The Book of Common Prayer de 1662, qui inclut les Trente-neuf articles.

Les Trente-neuf articles (en anglais, Thirty-Nine Articles of Religion ou XXXIX Articles), sont un énoncé de la doctrine et des pratiques anglicanes établi en 1563. Toutefois, ils n'ont pas été conçus comme une déclaration de foi chrétienne complète, mais comme un manifeste de la position de l'Église d'Angleterre par rapport à l'Église catholique et aux protestants dissidents. Ils font partie du Livre de la prière commune (Book of Common Prayer), toujours en usage au sein de l'Église d'Angleterre et des églises apparentées (les Églises épiscopaliennes).

## Historique
Ce texte a subi au moins cinq remaniements majeurs avant sa finalisation en 1571 :
- La première tentative fut celle des Dix Articles en 1536, d'orientation plutôt protestante — témoignant du souhait du souverain anglais Henri VIII de s'allier avec les princes luthériens allemands. —
- La révision suivante fut celle des Six Articles en 1539, qui s'éloignèrent des positions protestantes.
- En 1543, ce fut le Livre du Roi qui rétablit bon nombre de doctrines catholiques romaines antérieures. Il est mis en application par l'Acte pour l'avancée de la vraie religion[4].
- En 1552, sous le règne d'Édouard VI, fils unique d'Henri VIII, les quarante-deux Articles furent rédigés sous la direction de l'archevêque Thomas Cranmer, adoptant une théologie intégralement calviniste. La mise en pratique de ces articles fut toutefois interrompue par la mort d'Édouard VI et le retour de l'Église anglaise au catholicisme romain sous la direction de la fille aînée d'Henry VIII, Marie Ire.
- Enfin, lors du couronnement d'Élisabeth Ire et du rétablissement de l'Église d'Angleterre en tant qu'entité distincte de l'Église catholique romaine, les trente-neuf articles de la Constitution ont été introduits par la Convocation de 1563, sous la direction de Matthew Parker, l'archevêque de Cantorbéry. Les articles se sont éloignés par endroits des quarante-deux articles et ont créé une doctrine réformée proprement anglicane[3].

## Contenu
Dans le contexte de bouillonnement religieux du XVIe siècle, les Trente-neuf articles cherchent à clarifier les positions anglicanes par rapport aux enseignements tant des catholiques romains, que des puritains ou que des anabaptistes. Ils sont divisés, conformément à la demande de la reine Élisabeth, en quatre sections : les articles 1 à 8, dits « les articles catholiques », les articles 9 à 18, dits « les articles protestants et réformés », les articles 19 à 31, dits « les articles anglicans », et les articles 32-39, les « divers ». Le texte a été publié en anglais et en latin, et les deux versions sont d'égale autorité. 
- Articles I-VIII : « les articles catholiques » : les cinq premiers articles articulent les déclarations de foi œcuménique concernant la nature de Dieu, manifestée dans la Sainte Trinité. Les articles VI et VII traitent des Écritures, tandis que l'article VIII traite des croyances essentielles.
- Articles IX-XVIII : « les articles protestants et réformés » : ces articles traitent des thèmes du péché, de la justification et de la disposition éternelle de l'âme. Le thème majeur de la Réforme, la justification par la foi, y est particulièrement central.
- Articles XIX-XXXI : « les articles anglicans » : cette section se concentre sur l'expression de la foi dans les lieux publics - l'église institutionnelle, les conseils de l'église, le culte, le ministère et la théologie sacramentelle.
- Articles XXXII-XXXIX : les « divers » : ces articles concernent le célibat des clercs, l'excommunication, les traditions de l'Église et d'autres questions non traitées ailleurs. L'article XXXVII stipule que l'évêque de Rome n'a pas de juridiction dans le royaume d'Angleterre.

## Influence
Les Trente-neuf articles ont été finalisés en 1571, et incorporés dans le Livre de la prière commune (Book of Common Prayer). Bien que les conflits entre les monarques et les citoyens catholiques et protestants n'aient pas pour autant cessé, la large diffusion de ce livre contribua à uniformiser la langue anglaise et eut un effet durable sur la religion au Royaume-Uni et ailleurs. 
L'adhésion aux Trente-neuf articles a été rendue obligatoire par le Parlement anglais en 1571. Le Test Act de 1672 a fait de l'adhésion aux articles une condition pour exercer une fonction civile en Angleterre, cela jusqu'à l'abrogation de cette loi en 1828. Les étudiants de l'Université d'Oxford ont été tenus d'y souscrire jusqu'à l'adoption de l'Oxford University Act de 1854 (en). Tout le clergé de l'Église d'Angleterre  et de l'Église d'Irlande est encore tenu d'affirmer sa loyauté envers les trente-neuf articles comme envers d'autres textes historiques, mais ce n'est plus le cas dans les autres Églises de la Communion anglicane, chacune de ces 44 Églises étant libre d'adopter et d'autoriser ses propres documents officiels.
Une version révisée a été adoptée en 1801 par l'Église épiscopalienne américaine qui a supprimé les références au Credo athanasien. Auparavant, John Wesley, fondateur du méthodisme, avait adapté les Trente-neuf articles pour qu'ils soient utilisés par l'Église méthodiste unie au XVIIIe siècle. Les Articles of Religion méthodistes qui en découlent forment toujours la doctrine officielle de l'Église méthodiste unie.
Les Trente-neuf articles continuent d'être invoqués dans l'Église anglicane au XXIe siècle. Par exemple, dans le débat sur l'homosexualité et les controverses concomitantes sur l'autorité épiscopale, les articles VI, XX, XXIII, XXVI et XXXIV sont régulièrement cités par les personnes de diverses opinions.